# Ana Copado
Ana María Copado Amorós (Tarrasa, 31 de marzo de 1980) es una jugadora española de waterpolo.
Es una waterpolista del Club Natació Terrasa e internacional absoluta con la selección española, con la que se ha proclamado subcampeona olímpica en los Juegos Olímpicos de Londres 2012.
También jugó en el Club Natació Rubí del 1989 al 2003.

## Palmarés deportivo

### Selección española
- Campeona del mundo en el Campeonato del Mundo de Barcelona (2013)
- Medalla de plata en los Juegos Olímpicos de Londres 2012
- Campeona del Torneo Preolímpico de Trieste (2012)
- 11.ª en el Campeonato del Mundo de Shanghái (2011)